# エドゥアルド・アビラ
エドゥアルド・アドリアン・アビラ・サンチェス（Eduardo Adrián Ávila Sánchez、1985年12月20日 - ）は、メキシコのメキシコシティ出身の視覚障害を持っている柔道家。2007年のパラパンアメリカン選手権の王者であり、2008年には北京パラリンピックにメキシコ代表として出場。男子73kg級の初戦では2007年の世界選手権王者のキューバのホルヘ・イエレスエーロに一本勝ち、準決勝でアルゼンチンのファビアン・ラミレス、決勝で中国の徐志林を破り、パラリンピック柔道競技におけるメキシコで初めてのメダルである金メダルを手に入れた。